# Robert Molander
Robert Molander, född 17 november 1980, är en svensk skådespelare. Han har medverkat i bland annat barnprogrammet Barda och Zombie på SVT. Under åren 2007–2013 medverkade Molander på kanalen SVTB i programmet "Barda" säsong ett till säsong sju och med sitt nummer "Fånga din kärlek" i "Rampljuset" program 7.  
Molander spelar en av huvudkaraktärerna i Zombie: Utmaningen som sändes i SVT Barn under 2017.

## Filmografi (i urval)
- 2007 – Barda (TV-serie)
- 2016 – Zombie (TV-serie)
- 2017 – Zombie utmaningen (TV-serie)[3]
- 2023 - Karl-Alfred:[4] Var är spenaten (röst)(även regi)[5]
- 2023 - Nalle Puh - I vilket I-or förlorar en svans och Puh finner en (röst)[6]